# Gene Rodgers
Gene Rodgers (* 5. März 1910; † 23. Oktober 1987 in New York City) war ein US-amerikanischer Jazzpianist und Arrangeur.

## Leben und Wirken
Rodgers begann 1924 als professioneller Musiker, bevor er 1928 nach New York kam und 1929 bei ersten Aufnahmen mitwirkte. Er arbeitete in den 1930er Jahren bei Clarence Williams, King Oliver, Chick Webb und Teddy Hill, 1936 in England mit Benny Carter. Am 11. Oktober 1939 wirkte er bei Coleman Hawkins’ Ersteinspielung von Body and Soul mit, bei der er die Einleitung spielte. Ferner arbeitete er mit Zutty Singleton und in Erskine Hawkins’ Bigband (1943). In Los Angeles hatte er an der Seite von Cab Calloway einen Kurzauftritt in dem Musikfilm Sensations of 1945, anschließend leitete er in New York ein eigenes Trio. Nachdem er bereits 1936 für Vocalion aufgenommen hatte, spielte er 1945 eine 78er für Joe Davis Records mit eigenen Kompositionen (Rhapsody Boogie) ein. 
Ende der 1950er Jahre hatte er ein eigenes Trio mit dem Bassisten Tommy Williams und dem Schlagzeuger Ben Riley, mit dem er das Album  Jazz Comes to the Astor vorlegte, das 1958 bei Mercury Records erschien. Er ging außerdem mit dem Coleman Hawkins All Star Octet (The Swinging Hawk, 1959) und Al Casey (Six Swinging Strings, 1981) ins Studio. Unter eigenem Namen nahm er mit Slam Stewart und Jo Jones 1972 das Album After Hours (Black And Blue) auf; ein letztes Album entstand 1980 für das Label 88 Up Right. 1982 spielte er mit Eddie Chamblee, Eddie Durham und Al Casey in The Harlem Blues & Jazz Band.